# Méthode de nomenclature chimique
Méthode de nomenclature chimique est un traité scientifique de nomenclature chimique de Louis-Bernard Guyton-Morveau, écrit en collaboration avec Antoine Lavoisier, Claude-Louis Berthollet, Antoine-François Fourcroy, Jean Henri Hassenfratz et Pierre Auguste Adet, et publié à Paris en août 1787, chez l'éditeur Cuchet. 
Ouvrage majeur de l'histoire de la chimie, il constitue la première tentative de classification méthodique des éléments, dont est presque entièrement hérité le système actuel, et servira de base aux travaux de Mendeleïev, près de 80 ans plus tard. Il constitue l'œuvre majeure de Lavoisier avec le Traité élémentaire de chimie, publié deux ans plus tard, qui s'appuiera sur ses découvertes.
L'œuvre se compose de cinq mémoires exposant la démarche et la thèse des quatre chimistes, dont les deux premiers prononcés à l'Académie des sciences en avril-mai 1787, de sept tableaux dépliants classant les éléments et synthétisant les recherches, et de cinq parties guidant l'utilisation des tableaux.

## Genèse et publication
| - Fleuron du 1er tirage. - Fleuron du 2e tirage. |

La Méthode de nomenclature chimique sort des presses de l'imprimerie de Chardon, rue de la Harpe à Paris, en août 1787, chez l'éditeur habituel de Lavoisier, Cuchet. Les théories qui y sont développées ont été préalablement présentées devant l'Académie des sciences, notamment lors de la lecture de deux mémoires qui composent le traité, le 18 avril et le 2 mai 1787, puis officiellement approuvées par l'institution. La version imprimée se présente comme un compte-rendu officiel, certifié "conforme à l'original et au jugement de l'Académie" par le Marquis de Condorcet lui-même. Deux parties sont consacrées à cette approbation : le "Rapport de l’Académie des sciences sur la nouvelle nomenclature" (p. 238-252) et le "Rapport de l’Académie des sciences sur les nouveaux caractères chimiques" (p. 288-312) qui achève l'œuvre. Le livre est édité sous le privilège de l'Académie.
L'édition originale connait deux tirages successifs, qui se distinguent par une différence principale : le fleuron de la page de titre. En effet, le fleuron imprimé du premier état représente une sorte de diablotin assis au pied d'un arbre et lisant un livre posé sur un tronc, alors qu'une préparation, référence probable à une expérience alchimique, fume et boue dans un creuset installé à côté de lui. Le deuxième état se distingue par un fleuron plus simple, représentant un pot duquel émergent des rameaux en fleurs, qui ressemblent à des roses.
La première édition est également caractérisée par huit erreurs de pagination : les pages 258-259 sont imprimées 242-243, les pages 262-263 sont imprimées 246-247, les pages 266-267 sont imprimées 250-251, et les pages 270-271 sont imprimées 254-255, sans incidence sur le contenu des pages.

## Composition

### Démonstration de la thèse: partie didactique, officielle, et classements

#### Mémoire de Lavoisier (p. 1-25)

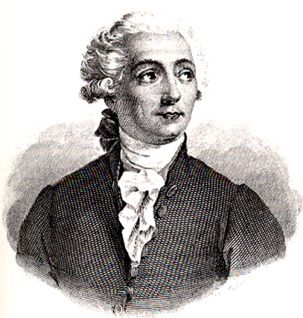
Antoine Lavoisier, rédacteur principal et maître d'œuvre de l'ouvrage.

Le Mémoire sur la nécessité de réformer et de perfectionner la nomenclature de la chimie, écrit et lu par Lavoisier devant l’Assemblée publique de l’Académie des Sciences le 18 avril 1787, ouvre le traité sur un constat : la classification et la nomenclature des substances chimiques actuelles, hérité de l'époque alchimique, est disparate et a besoin d'être unifié et revu méthodiquement. C'est ce que propose la Méthode de nomenclature chimique.

#### Mémoire de Morveau (p. 26-69)

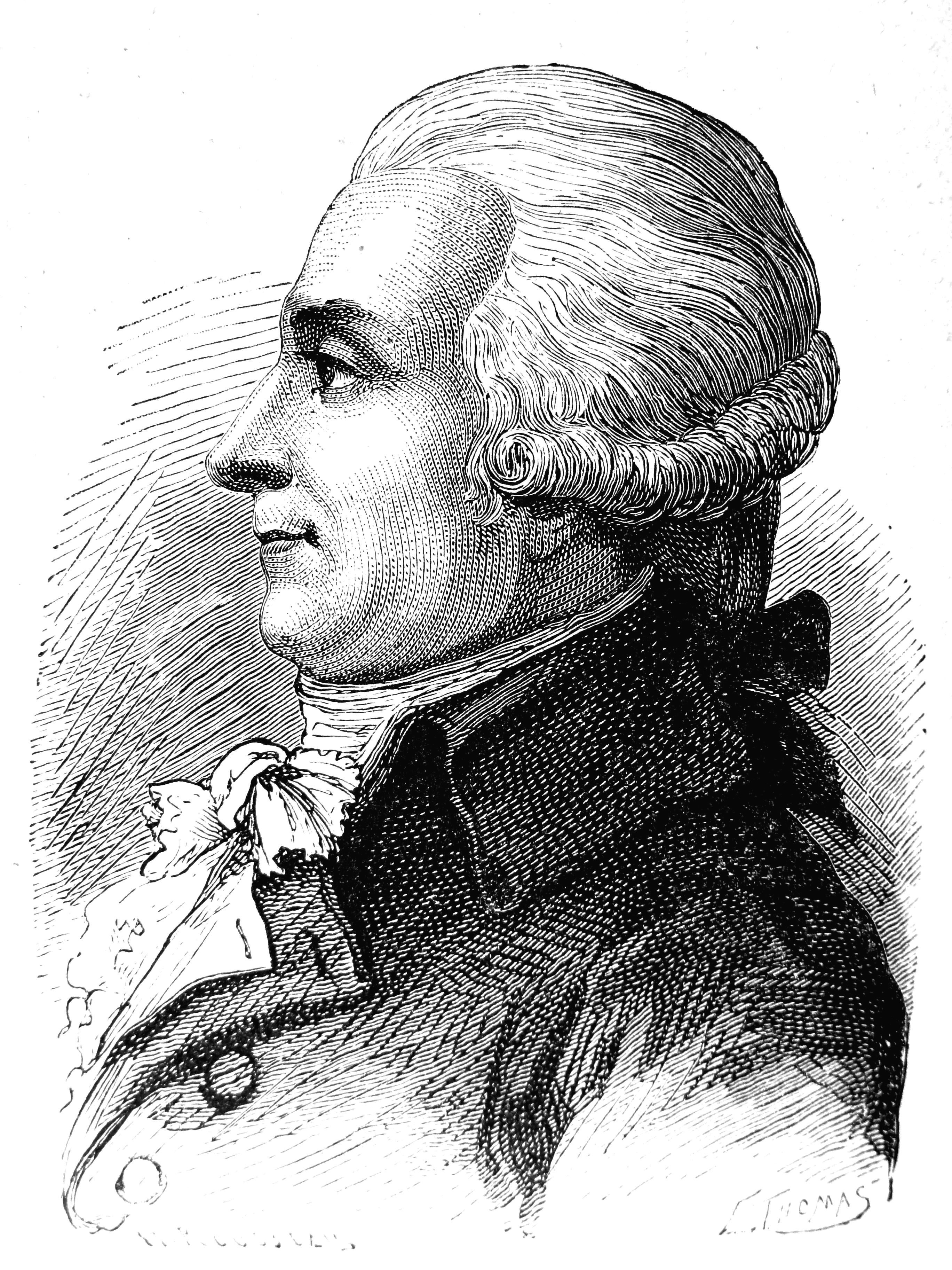
Louis-Bernard Guyton-Morveau.

Le Mémoire sur le développement des principes de la nomenclature méthodique, écrit et lu par Guyton-Morveau à l’Académie des Sciences le 2 mai 1787, complète le premier mémoire de Lavoisier en exposant les raisons qui ont déterminé l'application d'une telle réforme de la Chimie, tout en expliquant les raisons qui ont motivé le choix des principales dénominations. Guyton-Morveau s'attache également à démontrer la visée universelle de cette nouvelle nomenclature, dont tous les nouveaux termes possèdent leur traduction en latin, pour son utilisation commune dans tous les pays.

#### Mémoire de Fourcroy (p. 75-100)

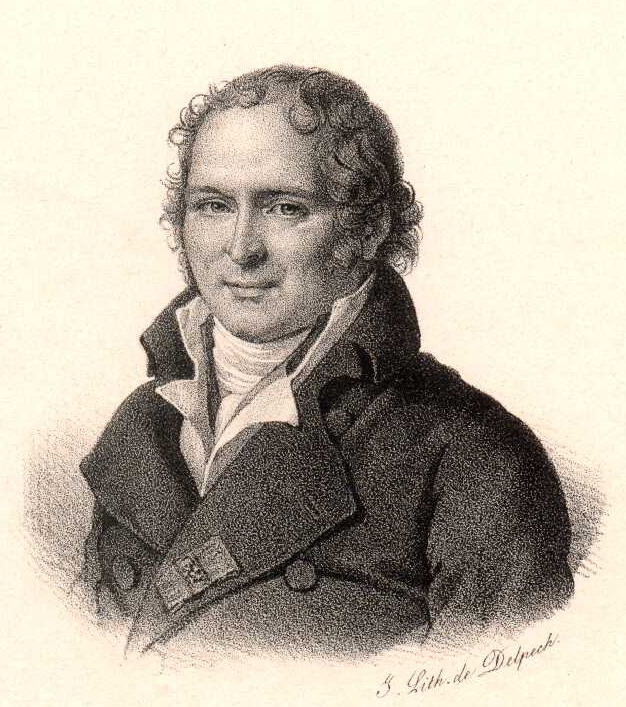
Antoine-François Fourcroy.

La Méthode pour servir à l’explication du Tableau de Nomenclature, écrit par Fourcroy, propose une explication détaillée guidant l'utilisation du « tableau général de nomenclature méthodique » de la page 100 ; il explicite précisément l'usage général du tableau, puis de ces six colonnes, une par une.

#### Synonymie et dictionnaire des substances chimiques (p. 101-237)

##### Avertissement sur les deux synonymies (p. 101-106)
Cette partie introductive aux deux classements suivant expose leur utilité : ils synthétisent le noms des substances présentent dans le « tableau général de nomenclature méthodique » de la page 100. Ils permettent de faire le lien entre l'ancienne nomenclature disparate et la nouvelle, classifiée et normalisée.

##### Synonymie ancienne et nouvelle (p. 107-143)
La Synonymie ancienne et nouvelle par ordre alphabétique, met en regard les « noms anciens », souvent fantaisistes, présentés à gauche, avec les « noms nouveaux ou adoptés » à droite, en français.

##### Dictionnaire pour la nouvelle Nomenclature Chimique (p. 144-237)

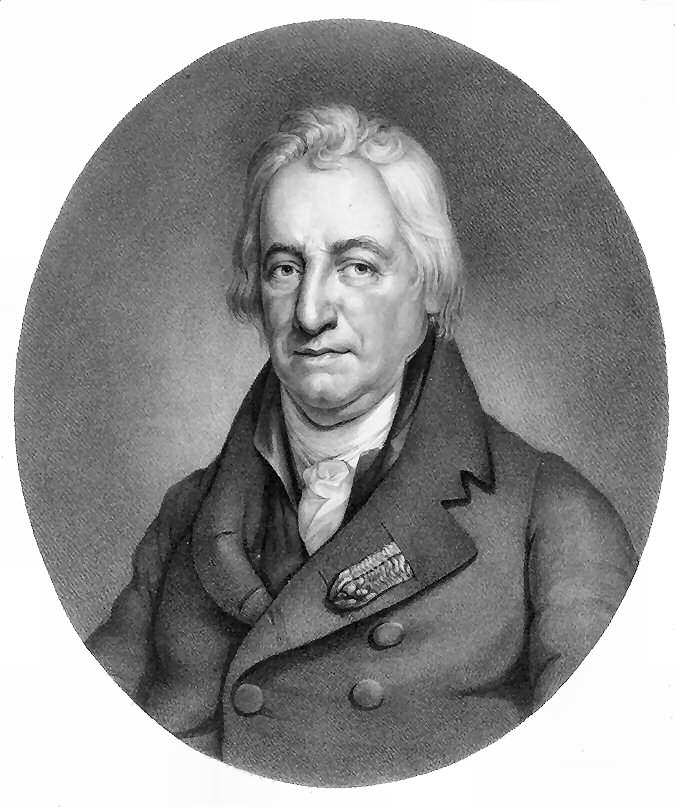
Claude-Louis Berthollet.

Le Dictionnaire pour la nouvelle Nomenclature Chimique propose l'inverse du premier tableau : il classe par ordre alphabétique les noms nouveaux (à gauche), et leur fait correspondre les noms anciens. Cette partie est beaucoup plus longue que la première car elle fait intervenir de nombreux noms nouveaux, découverts récemment, qui n'ont pas d'équivalence dans l'ancienne nomenclature.

#### Rapport de l’Académie des sciences sur la nouvelle nomenclature (p. 238-252)
Le Rapport de l’Académie des sciences sur la nouvelle nomenclature : extrait des Registres de l'Académie Royale des Sciences du 13 juin 1787 est signé Baumé, Cadet, Darcet, et Sage, et certifié conforme par le Marquis de Condorcet. Il synthétise la thèse précédemment exposée, en reprenant le plan du mémoire de Fourcroy, et en s'attachant à décrire l'utilité du "tableau général de nomenclature méthodique" de la page 100, colonne par colonne. L'Académie conclut son rapport en approuvant la thèse exposée, mais en se réclamant d'un juge plus important : 

« Nous pensons donc qu'il faut soumettre cette théorie nouvelle, ainsi que sa nomenclature, à l'épreuve du temps, au choc des expériences, au balancement des opinions qui en est la fuite ; enfin au jugement du public, comme au seul Tribunal d'où elles doivent et puissent ressortir. Alors ce ne sera plus une théorie, cela deviendra un enchaînement de vérités, ou une erreur. Dans le premier cas, elle donnera une base solide de plus aux connaissances humaines ; dans le second elle rentrera dans l'oubli avec toutes les théories et les systèmes de physique qui l'auront précédée. »

— Rapport de l’Académie.

#### Mémoires d’Hassenfratz et d’Adet: les nouveaux caractères chimiques (p. 253-287)

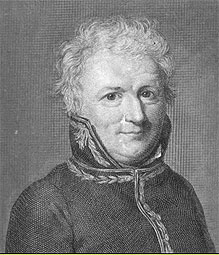
Jean Henri Hassenfratz, premier professeur de physique de l’École polytechnique.

##### Premier mémoire: les caractères des substances simples (p. 253-270)
Le Mémoire sur de nouveaux Caractères à employer en Chimie, par "MM. Hassenfratz, Sous-Inspecteur des Mines, et Adet fils, Docteur-Régent de la Faculté de Médecine de Paris", ouvre la seconde partie importante de l'ouvrage sur un deuxième constat : si la nomenclature a été réformée, les caractères symboliques des substances chimiques se doivent eux aussi de l'être. En effet, ils proviennent de la tradition ésotérique et non pas toujours de valeur scientifique. Hassenfratz insiste sur le fait que les caractères chimiques ne doivent pas être, comme pour « les anciens »", un moyen de réserver les connaissances à une élite. Il convient de les diffuser et de rendre leur utilisation universelle, comme l'ont déjà adopté « les habitants de la Chine, du Tongking, et du Japon ». Ce premier mémoire s'intéresse à l'étude des caractères chimiques des substances simples.

##### Second mémoire: les caractères des substances complexes (p. 271-287)

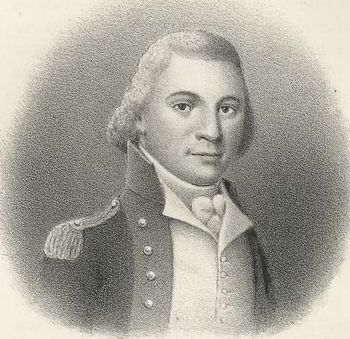
Pierre Auguste Adet.

Le IIe mémoire sur de nouveaux Caractères à employer en Chimie, et l'arrangement que doivent avoir ces nouveaux Caractères, afin de leur faire exprimer le rapport de quantité des substances simples contenues dans les mixtes, par "MM. Hassenfratz, Sous-Inspecteur des Mines, et Adet, Docteur-Régent de la Faculté de Médecine, à Paris", propose de compléter le premier mémoire en s'intéressant à l'étude des caractères des substances chimiques complexes. 

#### Rapport de l’Académie des sciences sur les nouveaux caractères chimiques (p. 288-312)
Le Rapport sur les nouveaux Caractères chimiques : extraits des Registres de l'Académie Royale des Sciences du 27 juin 1787 est signé par Lavoisier, Bertholet, et Fourcroy, et certifié conforme par le Marquis de Condorcet. Dans cette ultime partie de l'œuvre, Lavoisier écrit au nom de l'Académie et de ses collègues, et marque son approbation des travaux d’Hassenfratz et d’Adet, en rappelant quelques points marquants de ces deux mémoires.

#### Table des matières (p. 313-314)
Le volume se referme sur la Table, qui occupe deux pages de l'édition originale, et propose une autre formulation des parties de l'ouvrage que celles présentent dans le corps du texte. Y sont présentes à la fin les précisions éditoriales : « De l'imprimerie de Chardon, rue de la Harpe, 1787 ».

### La synthèse des travaux: les tableaux dépliants

#### Le tableau général de nomenclature méthodique (p. 100)

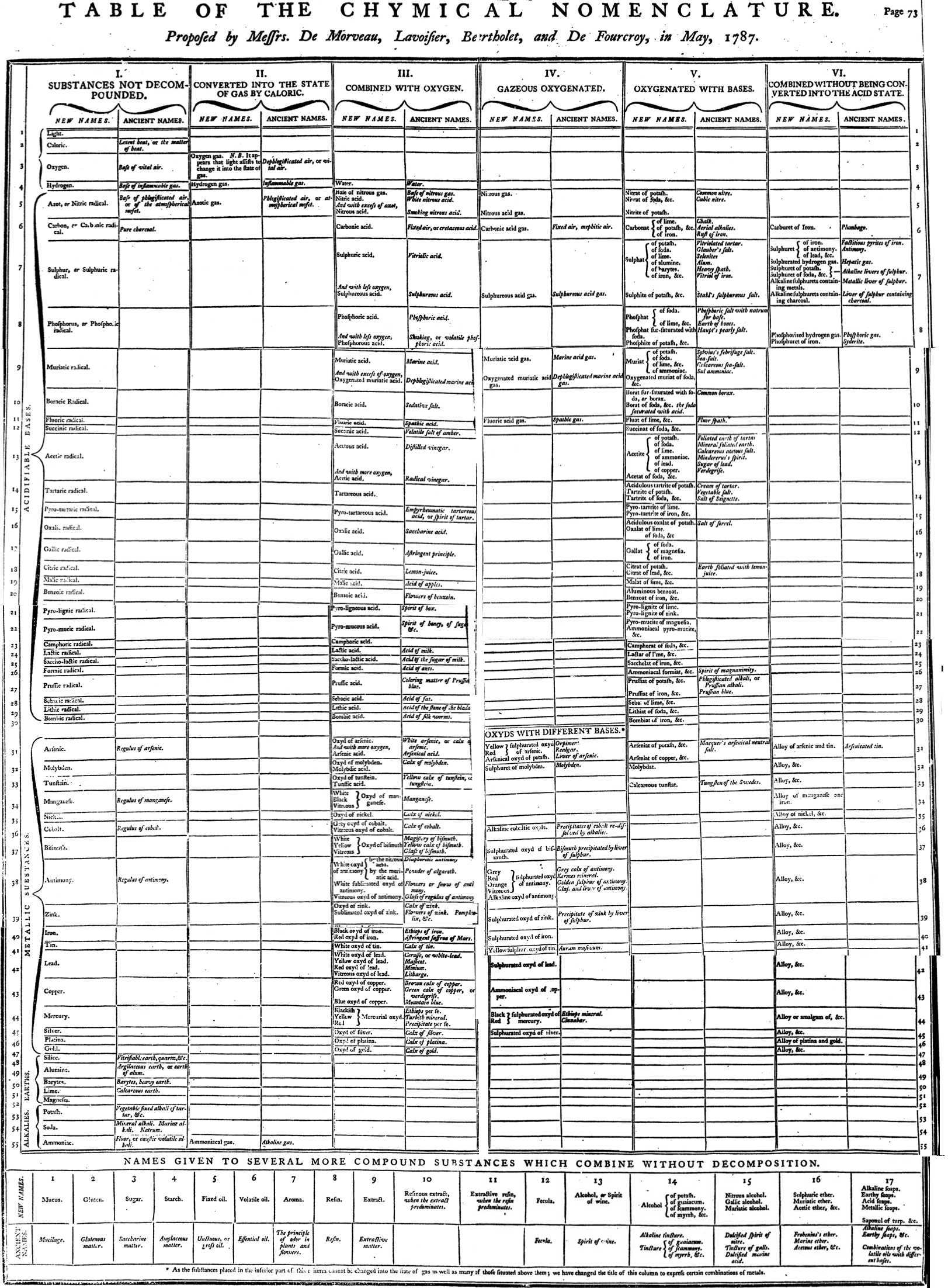
Tableau général de nomenclature méthodique de la première traduction anglaise.

L'une des spécificités les plus marquantes de l'œuvre consiste en un tableau synthétique dépliant de très grande taille (75,5 × 51 cm), présentant l'ensemble des recherches sur la nomenclature chimique en six grandes colonnes. Elles s'intitulent respectivement « Substances non décomposées », « Mises à l'état de gaz par le calorique », « Combinées avec l'oxygène », « Oxygénées gazeuses », « Oxygénées avec bases », et « Combinées sans être portées à l'état d'acide ». l'axe des ordonnés compte pour sa part 55 cases. Ce tableau coupe le livre en deux en son milieu, isolé entre les textes du Mémoire de Fourcroy (p. 75-100) et de l'Avertissement sur les deux synonymies (p. 101-106).

#### Les six autres tableaux (p. 314)
Les six autres tableaux dépliants se trouvent groupés en fin d'ouvrage, reliés après la page 314 de la table des matières. Se succèdent ainsi la « Planche Ire » (36,5 × 19,7 cm), sur les caractères chimiques, le « Ier Tableau des caractères à employer en Chimie pour désigner les substances simples. Par M.M. Hassenfratz et Adet » (50,5 × 19,7 cm), le « IIe Tableau des combinaisons du calorique » (35,8 × 19,7 cm), le « IIIe tableau des combinaisons connues de l'oxygène et du calorique avec différents corps » (37 × 19,7 cm), le « IVe Tableau. Combinaisons 2 à 2 de quelques substances autres que l'oxygène » (32 × 19,7 cm), et enfin le « Ve tableau. Combinaisons trois à trois de quelques substances qui forment des sels neutres » (49,4 × 19,7 cm).

## Éditions

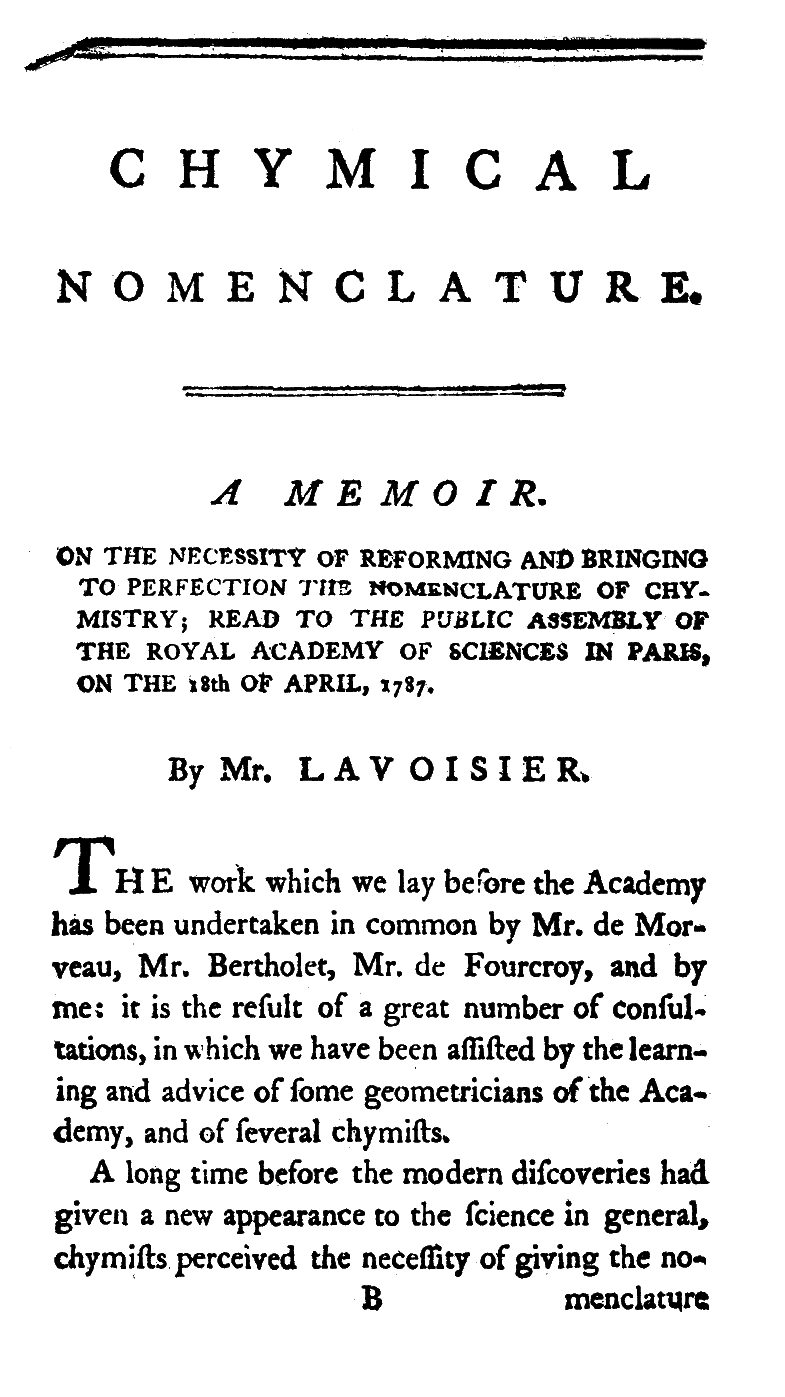
Page de titre d'une traduction anglaise moderne.

### Éditions françaises
- 1787 : Méthode de nomenclature chimique, proposée par MM. de Morveau, Lavoisier, Bertholet, & de Fourcroy. On y a joint un nouveau système de Caractères chimiques, adaptés à cette nomenclature par MM. Hassanfratz & Adet, Paris, Cuchet, in 8°.
- 1789 : Nomenclature Chimique, ou Synonymie ancienne et moderne, pour servir a l'Intelligence des Autheurs, Nouvelle Édition, à laquelle on a joint differents Mémoires et Rapports de MM. Lavoisier, Fourcroy, Morveau, Cadet, Baumé, d'Arcet et Sage, sur la Necessite de réformer et de perfectionner la Nomenclature,
- 1983 : A propos de "Méthode de nomenclature chimique". Esquisse historique suivie du texte de 1787, présenté par Bernadette Bensaude-Vincent, CNRS, Cahiers d'histoire et de philosophie des sciences, 1983, no 6, 252 pages.
- 1994 : Guyton de Morveau, Lavoisier, Berthollet, Fourcroy : Méthode de nomenclature chimique, introduction de Bernadette Bensaude-Vincent, Seuil, collection « « Sources du savoir », 256 pages.
- 2011 : Methode Nomenclature Chimique: On y a Joint Un Nouveau Systeme de Caracteres Chimiques, Adaptes a Cette Nomenclature / Par Hassenfratz Et Adet ..., Nabu Press, 326 pages.

### Traductions étrangères
- 1788 : Método de la nueva nomenclatura quı́mica propuesto por M.M. de Morveau, Lavoisier, Bertholet, y de Fourcroy, a la Academia de Ciencias de Parı́s, y traducido al castellano por D. Pedro Gutiérrez Bueno, traduit en espagnol par Don Antonio de Sancha, Madrid, 352 pages.